# Putte Punsch lyckoshow
Putte Punsch lyckoshow var ett humorprogram i Sveriges Radio P3. Programledare var L.G. Nilsson och Dick Blomberg.  
Det sändes på fredagskvällar mellan 23:10 och midnatt mellan den 4 oktober 1985 och 30 maj 1986.
Medverkade gjorde bland andra Michael B. Tretow, Hans Crispin, Peter Dalle och Pontus Enhörning.